# Sümer, Dargeçit
Sümer là một thị trấn thuộc huyện Dargeçit, tỉnh Mardin, Thổ Nhĩ Kỳ. Dân số thời điểm năm 2010 là 2.660 người.